# Hemicrepidius colchicus
Hemicrepidius colchicus is een keversoort uit de familie kniptorren (Elateridae). De wetenschappelijke naam van de soort is voor het eerst geldig gepubliceerd in 1962 door Iablokoff-Khnzorian.